# Aegean Airlines

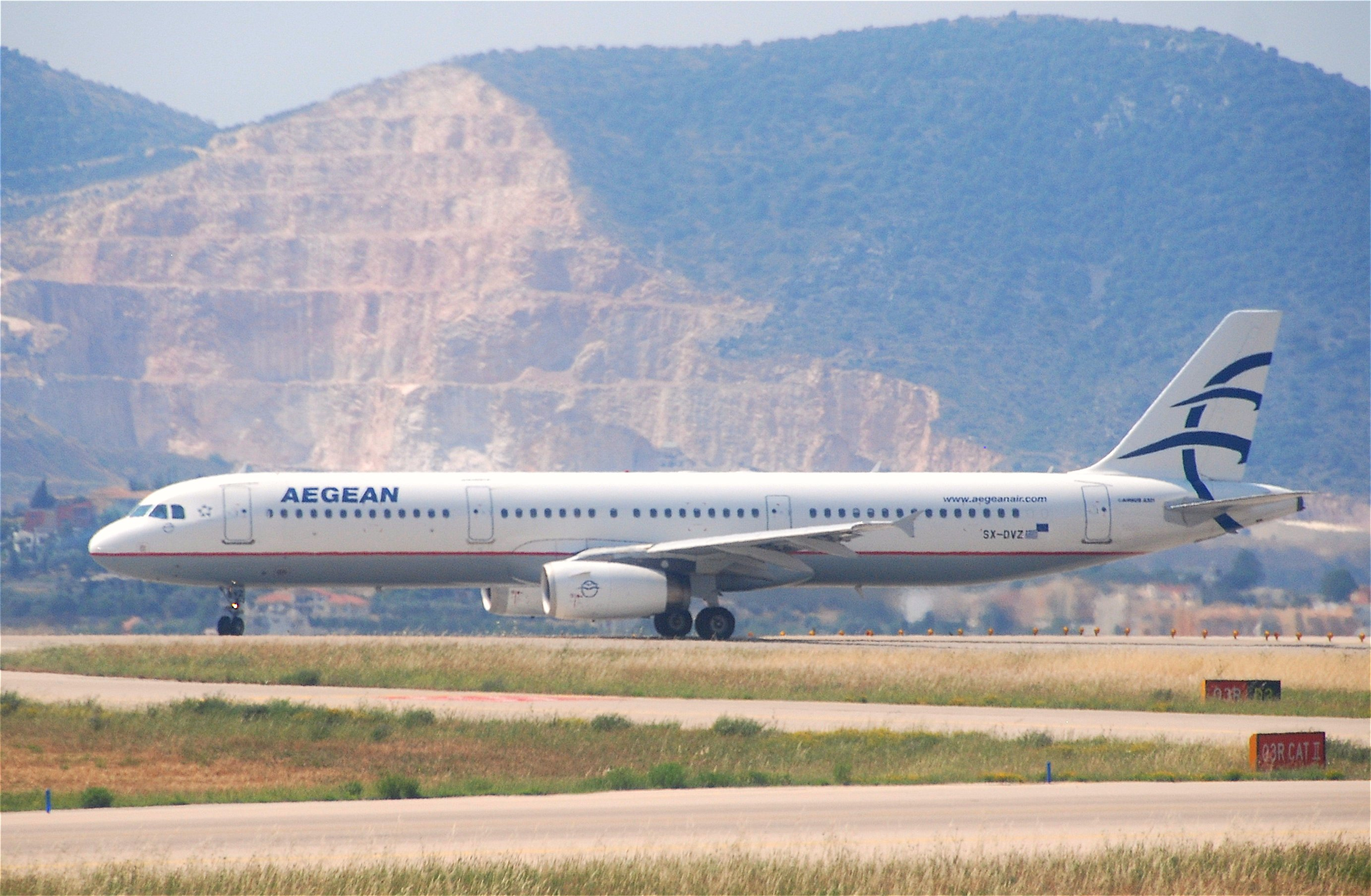
Airbus A321-232 Aegean na letišti v Athénách

Aegean Airlines (řecky Αεροπορία Αιγαίου Ανώνυμη Αεροπορική Εταιρεία, česky Egejské aerolinie) je největší řecká letecká společnost, založena v roce 1987. Sídlí na Aténském letišti, další základny má na Soluňském letišti, v Irakliu a na kyperském letišti Larnaka, kde se Aegean usadily po krachu Kyperské společnosti Cyprus Airways. I když jsou Aegean Airlines největší letecká společnost, nejsou vlajková společnost Řecka. Jsou členem Star Alliance.

## Historie
Letecká společnost byla založena v roce 1987 pod jménem Aegean Aviation, specializovala se pouze na soukromé lety, nebo fungovala jako vzdušná ambulance. První komerční linka Athény – Iraklio pod názvem Aegean Airlines byla zahájena v květnu 1999. Společnost v roce 2010 odkoupila řeckou leteckou společnost Olympic Air. V červnu 2010 se Aegean připojily do aliance leteckých společností Star Alliance.

## Destinace

Mapa destinací Aegean Airlines v roce 2014

### Athény – Praha
Společnost Aegean od 24. května 2012 létá celoročně, šestkrát týdně do Prahy. Linka začala se třemi frekvencemi týdně. Ty byly na letní sezónu 2015 navýšeny na pět týdně. Později se navýšily na šest týdně, od léta 2018 na každý den. Linku většinou létá Airbus A320, občas také větší Airbus A321.

### Iraklio – Praha
V létě 2015 společnost zahájila také sezónní (letní) linku mezi Irakliem a Prahou, s frekvencí dvou letů týdně (pondělí, pátek). Tuto linku Aegean létají s Airbusem A320, byla v provozu i v letní sezónně 2016. Na letní sezónu 2017 linka již obnovena nebyla.

## Flotila

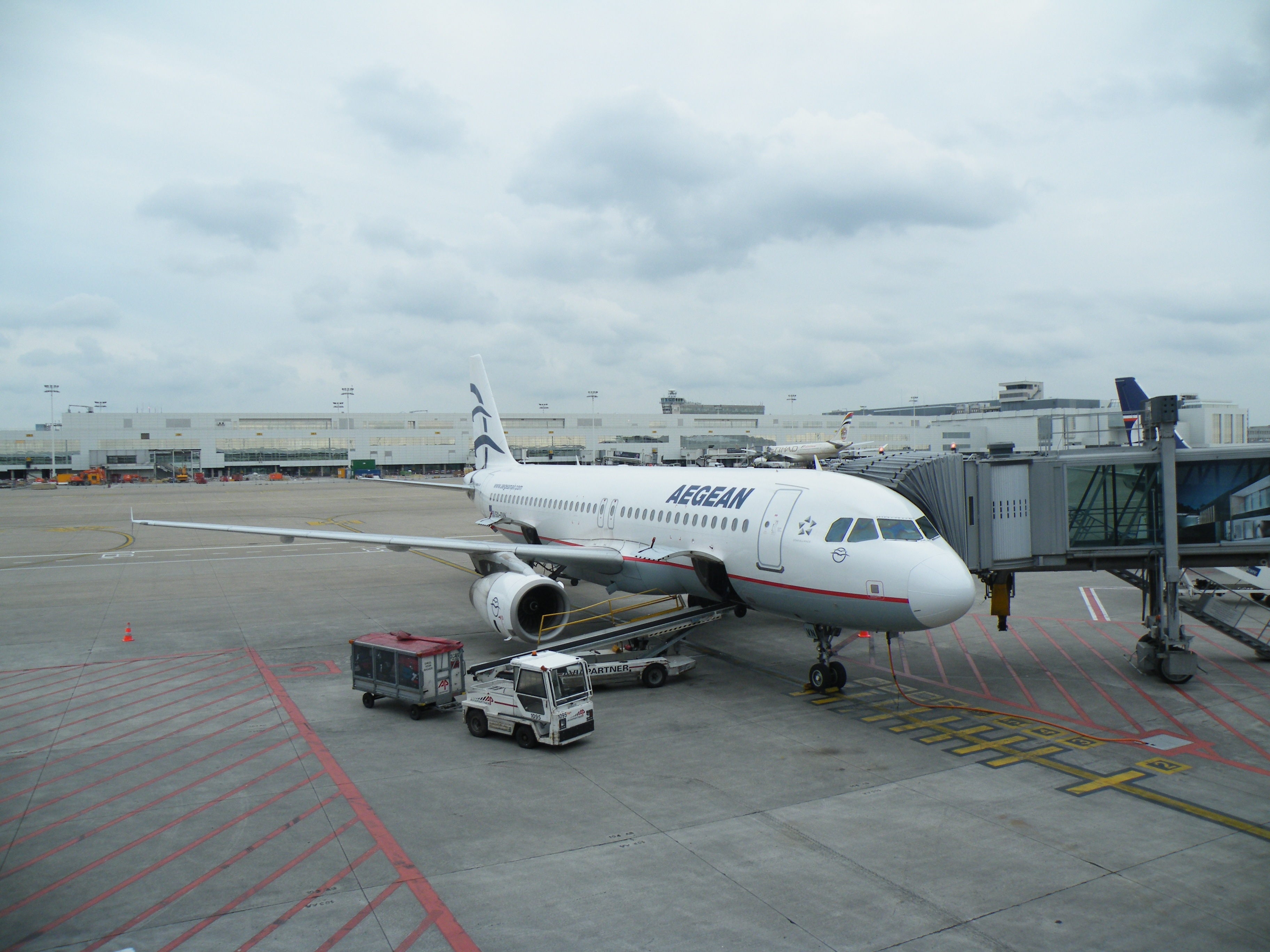
Airbus A320 Aegean Airlines na Bruselském letišti v roce 2012

### Současná
V listopadu 2016 společnost Aegean Airlines vlastnila následující letouny s průměrným stářím 8,7 let:
| Letadla         | Počet | Objednávky | Pasažéři | Pasažéři | Pasažéři | Poznámky                                             |
| Letadla         | Počet | Objednávky | C        | E        | Celkem   | Poznámky                                             |
| --------------- | ----- | ---------- | -------- | -------- | -------- | ---------------------------------------------------- |
| Airbus A319-100 | 1     | —          | 12       | 126      | 138      |                                                      |
| Airbus A320-200 | 37    | —          | 12       | 156      | 168      |                                                      |
| Airbus A321-200 | 8     | —          | 12       | 183      | 195      |                                                      |
| Airbus A321neo  | 1     | 15         |          |          |          | První letoun, dodaný 1.10 2020, imatrikulace: SX-NAA |
| Celkem          | 46    | —          |          |          |          |                                                      |

### Historická
Flotila Aegean v minulosti provozovala také následující typy letadel:
- 1x ATR 42
- 5x ATR 72-202
- 7x Boeing 737-300
- 10x Boeing 737-400
- 6x BAe 146